# Princeton (Karolina Południowa)
Princeton – jednostka osadnicza w Stanach Zjednoczonych, w stanie Karolina Południowa, w hrabstwie Laurens.